# Бордонес
Бордонес — водоспад у національному природному парку Пурасе в Колумбії. Розташований на кордоні між муніципалітетами Існос, Саладобланко і Піталітол департаменту Уїла.